# Psylliodes semicnemis
Psylliodes semicnemis es una especie de insecto coleóptero de la familia Chrysomelidae.
Fue descrita científicamente en 1990 por Gruev.